# Стукалівка (Лубенський район)
Сту́калівка — село в Україні, в Лубенському районі Полтавської області. Населення становить 432 осіб. Входить до складу Гребінківської міської громади.

## Географія
Село Стукалівка знаходиться на березі річки Суха Оржиця, вище за течією примикає село Михайлівка, нижче за течією на відстані 5 км розташоване село Пилиповичі.

## Історія
Іван Борозна 1736 року купив хутір Стукалівку, кимось заснований. Він продовжував володіти хутором, що підтверджується записом генерального підскарбія Якова Марковича в своєму «Щоденникові» 24.10.1738 р.
У 1753 року Слобідкою Стукалівкою (в якій було 9 дворів селянських) володів уже син Івана Борозни бунчуковий товариш Дмитро Борозна (який своїх дітей не мав). В 1764 році при тому ж власникові тут налічувалося 31 хата і 85 душ населення.
Після його смерті слобідка перейшла до його сестри Ганни Іванівни, яка була в шлюбі з Михайлом Івановичем Стороженком, бунчуковим товаришем. Слобідкою Стукалівкою стали володіти Стороженки, Михайло Іванович і Ганна Іванівна.
До скасування української автономії Гетьманщини у 1783 році село входило до складу Яблунівської сотні Лубенського полку.
Після утворення Гребінківського району (1935) Стукалівська сільрада віднесена до Гребінківського району.
В часи Російської імперії село належало до Яблунівської волості Лубенського повіту Полтавської губернії.
У 1919 більшовицька адміністрація утворила Стукалівську сільську раду, яка належала до Лубенського округу, а відтак до Лубенського району. До адміністративно-територіальної реформи 1935 року село належало до Яблунівського району Харківської області.
У 1932–1933 роках внаслідок Голодомору, проведеного радянським урядом, у селі загинуло 139 мешканців, серед яких відомі імена 137 людей.

## Освіта
Першу школу було відкрито у 1892 р. Це була церковно-парафіяльна школа, першою учителькою якої була Марія Андріївна Базилевська, а законовчителем — священик Олександро-Невської церкви Михайло Андрійович Базилевський.
У 1915 році в селі була двохкомплектна земська школа, у радянський час — початкова школа.
Нині у селі діє середня загальноосвітня школа І-ІІ ступенів з українською мовою навчання.

## Відомі люди
- Базілевський Микола Михайлович — сотник Армії УНР.
- Булатецький Микола Іванович — український політик, член партії ВО «Батьківщина» з 2010 року. З 2010 року — депутат Черкаської міської ради. Протягом 1994–1998 — заступник міського голови міста Черкаси.
- Рубан Юрій Григорович — український державний діяч, журналіст. Директор Національного інституту стратегічних досліджень (2005—2010). Кандидат технічних наук. Заслужений журналіст України (2005). Член Ради національної безпеки і оборони України (2007).